# Burgstelle Wittgenstein
Die Burg Wittgenstein ist eine abgegangene hochmittelalterliche Spornburg in Thüringen.
Die bei dem Ortsteil Farnroda der Gemeinde Wutha-Farnroda im Wartburgkreis, 30 m über das Erbstromtal steil aufragende Felswand eines Zechsteinriffs auf 320 m ü. NN bot natürlichen Schutz für die Errichtung einer kleinen Spornburg, deren vordringliche Bestimmung zunächst noch die Überwachung der nahe bei der Burgstelle das Tal querenden Altstraße gewesen war. Vom Wittgenstein sind im Gelände nur der breite sichelförmige Wallgraben am Westrand des Berges erhalten. Im Norden reicht die Burgstelle in das Gelände einer Gartenanlage, im Süden wurden in den Steilhang vor 200 Jahren noch Bergwerksstollen gegraben, sie sollten der dortigen Schmelzhütte weiteres Kupfererz zuführen. Mehrere verbrochene Stollen finden sich am bewaldeten Hang.
Im späten 13. Jahrhundert entstand mit der Wasserburg Farnroda eine weitere Burganlage bei Farnroda, sie bedeutete wohl das Ende der Burg Wittgenstein.
Sagen berichten vom unvermuteten Auftauchen einer wunderschönen Weißen Frau oder Prinzessin am Wittgenstein, die den vorbeiziehenden Farnrodaer Musikanten mit ihrem Liebreiz in den Bann zieht. Der versprochene Schatz wurde nicht gewonnen, aber Höhlenforscher aus dem Ort haben tatsächlich in dem Zechsteinriff oberhalb der Gärten eine schmale Felsspalte entdeckt, in der sich vor Jahrhunderten einmal Menschen aufhielten. Neben Holzkohleresten eines Feuers fanden die Forscher dort auch einen alten Tontopf.
Das landschaftlich reizvolle Areal um den Wittgenstein sollte Mitte der 1990er Jahre zu einer Wohnsiedlung aufgewertet werden, man plante weitere Wochenendhäuser im Grünen, das Ansinnen wurde aber wegen der Gefahr der Zersiedelung der Landschaft zurückgewiesen.
Die Burgstelle auf dem Wittgenstein ist ein geschütztes Bodendenkmal. An der Felskante befindet sich ein Aussichtspunkt und gestattet den Blick auf das mittlere Erbstromtal bei Farnroda und Thal.